# José Carlos Lippi
José Carlos Lippi (Teresópolis, 1944 – Teresópolis, 5 de setembro de 2020) foi um comentarista esportivo, radialista, futebolista e treinador de futebol brasileiro. Um dos criadores do jornal local O Diário de Teresópolis, Lippi ficou famoso na internet depois de perder a paciência ao vivo no programa Esporte Cidade da TV Cidade, quando afirmou que "esse programa tá uma porra" e deixou o estúdio de gravação depois que seu colega de apresentação, Marcelo Rocha, não lhe deu tempo suficiente para comentar os tópicos discutidos.

## Biografia
Nascido em 1944 na cidade de Teresópolis, Rio de Janeiro, foi futebolista (atuando como zagueiro) e campeão de diversos clubes. Foi também treinador do Teresópolis Futebol Clube e da Seleção Teresopolitana de Futebol e vice-presidiu a Liga Teresopolitana de Desportos. Passou por vários veículos de comunicação como comentarista esportivo, incluindo Rádio Teresópolis, Rádio Geração 2000, Teresópolis Jornal, Gazeta de Teresópolis, TVT e TV Cidade, além de fundar o jornal O Diário de Teresópolis.
Durante sua carreira, José Carlos Lippi se destacou como apresentador do programa Esporte Cidade na TV Cidade, onde trabalhava junto com Marcelo Rocha. Em um episódio específico em 7 de outubro de 2013, Marcelo não permitiu que Lippi tivesse tempo suficiente para analisar os tópicos discutidos. Frustrado com a situação, Lippi expressou sua insatisfação ao vivo, declarando: "Eu sou obrigado a falar que este programa aqui tá uma porra". Ele então deixou o estúdio imediatamente após sua declaração. A situação, exibida ao vivo pela televisão, foi listado no "Top 5" do Custe o Que Custar (CQC) e tornou se um dos principais memes da Internet brasileiros.
| “                                             | "O programa estava com um monte de gente falando e no momento que eu ia comentar, a produção vinha e falava que eu só tinha um minuto. Aquilo me encheu o saco, eu não aguentei. Acabei ficando irritado, soltando um palavrão e deixando o programa. Depois, expliquei para os diretores que um comentário pode durar o tempo que for preciso e a situação foi contornada." | ” |
| — Lippi explicando sua irritação no programa. | |   |

### Morte
Na manhã de 5 de setembro de 2020, Lippi se sentiu indisposto enquanto caminhava e deu entrada na Unidade de Pronto Atendimento (UPA) de Teresópolis, onde morreu vítima de um infarto. Até então, era casado com Almerinda, pai de seis filhos e avô de dezesseis netos.
| “                                              | "É com imenso pesar que comunicamos o falecimento de José Carlos Lippi. Hoje é um dia triste para nós que trabalhamos na imprensa teresopolitana. Todos nós perdemos um grande companheiro. Nossos sinceros sentimentos a família e amigos." | ” |
| — Nota oficial emitida pela Rádio Teresópolis. | |   |

## Prêmios
Ao longo de sua carreira, recebeu os seguintes prêmios:
- Troféu Bola de Ouro;
- Título benemérito da Federação de Futebol do Estado do Rio de Janeiro;
- Medalha George March;
- Personalidade Negra do Estado do Rio;
- Diário 10 Anos.